# Loxoblemmus binyaris
Loxoblemmus binyaris är en insektsart som först beskrevs av Otte, D. och R.D. Alexander 1983.  Loxoblemmus binyaris ingår i släktet Loxoblemmus och familjen syrsor. Inga underarter finns listade i Catalogue of Life.